# Ster ZLM Toer 2016
Lo Ster ZLM Toer 2016, trentesima edizione della corsa, si svolse dal 15 al 19 giugno su un percorso di 774 km ripartiti in 5 tappe, con partenza da Goes e arrivo a Boxtel. Fu vinto dal belga Sep Vanmarcke della squadra Team Lotto NL-Jumbo davanti al connazionale Sean De Bie e all'olandese Jos van Emden.

## Tappe
| Tappa  | Data      | Percorso                        | km  | Vincitore di tappa | Leader cl. generale |
| ------ | --------- | ------------------------------- | --- | ------------------ | ------------------- |
| 1ª     | 15 giugno | Goes > Goes (cron. individuale) | 6,4 | Jos van Emden      | Jos van Emden       |
| 2ª     | 16 giugno | Oss > Oss                       | 186 | Wesley Kreder      | Jos van Emden       |
| 3ª     | 17 giugno | Buchten > Buchten               | 210 | Dylan Groenewegen  | Sean De Bie         |
| 4ª     | 18 giugno | Verviers > Jalhay               | 186 | Sep Vanmarcke      | Sep Vanmarcke       |
| 5ª     | 19 giugno | Someren > Boxtel                | 186 | Wim Stroetinga     | Sep Vanmarcke       |
| Totale | Totale    | Totale                          | 774 |                    |                     |

## Dettagli delle tappe

### 1ª tappa
- 15 giugno: Goes > Goes (cron. individuale) – 6,4 km

| Pos. | Corridore      | Squadra  | Tempo |
| ---- | -------------- | -------- | ----- |
| 1    | Jos van Emden  | Lotto NL | 7'23" |
| 2    | Taylor Phinney | BMC      | a 3"  |
| 3    | Stefan Küng    | BMC      | a 4"  |

| Pos. | Corridore      | Squadra  | Tempo |
| ---- | -------------- | -------- | ----- |
| 1    | Jos van Emden  | Lotto NL | 7'23" |
| 2    | Taylor Phinney | BMC      | a 3"  |
| 3    | Stefan Küng    | BMC      | a 4"  |

### 2ª tappa
- 16 giugno: Oss > Oss – 186 km

| Pos. | Corridore          | Squadra                   | Tempo    |
| ---- | ------------------ | ------------------------- | -------- |
| 1    | Wesley Kreder      | Roompot                   | 4h15'02" |
| 2    | Twan van den Brand | Cyclingteam Jo Piels      | s.t.     |
| 3    | Merijn Korevaar    | Rabobank Development Team | a 1"     |

| Pos. | Corridore      | Squadra  | Tempo    |
| ---- | -------------- | -------- | -------- |
| 1    | Jos van Emden  | Lotto NL | 4h22'35" |
| 2    | Taylor Phinney | BMC      | a 3"     |
| 3    | Stefan Küng    | BMC      | a 4"     |

### 3ª tappa
- 17 giugno: Buchten > Buchten – 210 km

| Pos. | Corridore         | Squadra           | Tempo    |
| ---- | ----------------- | ----------------- | -------- |
| 1    | Dylan Groenewegen | Lotto NL          | 5h01'15" |
| 2    | Timothy Dupont    | Veranda's Willems | s.t.     |
| 3    | Sean De Bie       | Lotto-Soudal      | s.t.     |

| Pos. | Corridore      | Squadra      | Tempo    |
| ---- | -------------- | ------------ | -------- |
| 1    | Sean De Bie    | Lotto-Soudal | 9h23'49" |
| 2    | Jos van Emden  | Lotto NL     | a 1"     |
| 3    | Taylor Phinney | BMC          | a 2"     |

### 4ª tappa
- 18 giugno: Verviers > Jalhay – 186 km

| Pos. | Corridore            | Squadra    | Tempo    |
| ---- | -------------------- | ---------- | -------- |
| 1    | Sep Vanmarcke        | Lotto NL   | 4h32'18" |
| 2    | Wout Van Aert        | Crelan     | s.t.     |
| 3    | Pieter Vanspeybrouck | Vlaanderen | a 3"     |

| Pos. | Corridore     | Squadra      | Tempo     |
| ---- | ------------- | ------------ | --------- |
| 1    | Sep Vanmarcke | Lotto NL     | 13h56'05" |
| 2    | Sean De Bie   | Lotto-Soudal | a 5"      |
| 3    | Jos van Emden | Lotto NL     | a 12"     |

### 5ª tappa
- 19 giugno: Someren > Boxtel – 186 km

| Pos. | Corridore         | Squadra                               | Tempo    |
| ---- | ----------------- | ------------------------------------- | -------- |
| 1    | Wim Stroetinga    | Parkhotel Valkenburg Continental Team | 3h55'36" |
| 2    | Dylan Groenewegen | Lotto NL                              | s.t.     |
| 3    | Sep Vanmarcke     | Lotto NL                              | s.t.     |

| Pos. | Corridore     | Squadra      | Tempo     |
| ---- | ------------- | ------------ | --------- |
| 1    | Sep Vanmarcke | Lotto NL     | 17h51'37" |
| 2    | Sean De Bie   | Lotto-Soudal | a 6"      |
| 3    | Jos van Emden | Lotto NL     | a 16"     |

## Classifiche finali

### Classifica generale
| Pos. | Corridore            | Squadra                            | Tempo     |
| ---- | -------------------- | ---------------------------------- | --------- |
| 1    | Sep Vanmarcke        | Team Lotto NL-Jumbo                | 17h51'37" |
| 2    | Sean De Bie          | Lotto-Soudal                       | a 6"      |
| 3    | Jos van Emden        | Team Lotto NL-Jumbo                | a 16"     |
| 4    | Søren Kragh Andersen | Team Giant-Alpecin                 | a 20"     |
| 5    | Davide Martinelli    | Etixx-Quick Step                   | a 27"     |
| 6    | Roger Kluge          | IAM Cycling                        | a 30"     |
| 7    | Ramūnas Navardauskas | Cannondale-Drapac Pro Cycling Team | a 31"     |
| 8    | Gijs Van Hoecke      | Topsport Vlaanderen-Baloise        | a 32"     |
| 9    | Stefan Küng          | BMC Racing Team                    | a 34"     |
| 10   | Jean-Pierre Drucker  | BMC Racing Team                    | a 35"     |